# Egberto di York
Egberto di York (Ecgbert o Egbert, scritto anche Egberht o Ecgberht) (... – 19 novembre 766) è stato un arcivescovo inglese primo arcivescovo metropolita di York.
Nel 737, il fratello di Egberto divenne re di Northumbria e i due lavorarono insieme sulle questioni ecclesiastiche. Egberto fu un corrispondente di Beda e di Bonifacio e autore di un codice giuridico per il suo clero. Altre opere sono state a lui ascritte, sebbene l'attribuzione sia messa in dubbio dagli studiosi moderni.

## Biografia
Egberto era il figlio di Eata, che era discendente del fondatore del regno di Bernicia. Suo fratello Eadberht fu re di Northumbria dal 737 al 758. Egberto si recò a Roma con un altro fratello, e fu ordinato diacono mentre era ancora là. Si è asserito che Egberto sia stato uno studente di Beda il Venerabile, che molto più tardi andò a trovare Egberto a York nel 733, ma questa affermazione può significare semplicemente che Egberto fosse uno studente degli scritti di Beda e non che avesse avuto Beda come insegnante.

### Arcivescovo
Egberto fu nominato alla sede vescovile di York intorno al 732 (altre fonti datano l'appuntamento al 734) da suo cugino Ceolwulf, il re di Northumbria. Avendo papa Gregorio III elevato la diocesi a sede metropolitana nel 735, ne divenne il primo arcivescovo. Dopo che Eadberht divenne re, i fratelli lavorarono insieme, e fu loro proibito dal papato di trasferire le terre della chiesa in mani secolari. Essi lavorarono insieme anche per trattare i problemi che si erano sviluppati nella relazione tra la chiesa e il governo reale. Un esempio della cooperazione dei due fratelli è il fatto che alcune delle monete di Eadberht mostrano l'immagine di Egberto sulla faccia opposta.
I problemi di Egberto con i monasteri della sua diocesi derivavano dalla pratica secolare di famiglie nobili che istituivano monasteri che erano totalmente sotto il loro controllo, allo scopo di assoggettare le terre di famiglia al regime del book-land ed esentarle dal servizio secolare. Il book-land all'inizio era un diritto esclusivo di proprietà ecclesiastica. Trasferendo la terra a un monastero da essa controllato, la famiglia avrebbe mantenuto l'uso della terra senza dover prestare per essa servizi al re.

### Attività educative
La scuola che Egberto fondò a York secondo lo storico moderno Peter Hunter Blair aveva uguagliato o superato i famosi monasteri di Wearmouth e Jarrow. La scuola educava non solo il clero della cattedrale, ma anche i rampolli dei nobili. Secondo Blair fu istituita a York "una biblioteca i cui contenuti erano ineguagliati nel mondo occidentale del suo tempo". Tra gli studenti della scuola vi fu Alcuino, che fu posto dalla sua famiglia presso Egberto. Sia Ludgero, in seguito primo vescovo di Münster, sia Aluberto, un altro vescovo tedesco, studiarono anch'essi nella scuola di York.

### Epistolario
Beda scrisse ad Egberto una lettera che trattava di questioni monastiche oltre che dei problemi delle grandi diocesi. La lettera, scritta nel 734, divenne nota come l'Epistola ad Ecgberhtum episcopum. Beda esortava Egberto a studiare la Cura Pastorale di Gregorio Magno e proponeva Aidano e Cutberto come esempi di vescovi modello. Lo scopo principale della lettera di Beda era di esortare Egberto a riformare la sua chiesa per assomigliare più strettamente al piano originale di Gregorio Magno per essa. L'ammonimento di Beda di dividere le diocesi rimase inascoltato, poiché Egberto non frazionò la sua vasta diocesi. I suffraganei continuarono ad essere limitati ai vescovi di Hexham, Lindisfarne e Whithorn.
Bonifacio scrisse ad Egberto, chiedendo sostegno contro Etelbaldo di Mercia. Bonifacio chiese all'arcivescovo anche alcuni libri di Beda, e in cambio mandò del vino per ubriacarsi "in un giorno lieto con i fratelli". In un'altra occasione, Bonifacio mandò all'arcivescovo un mantello e un asciugamano.

### Scritti
Egberto scrisse il Dialogus ecclesiasticae institutionis, che era un codice giuridico per il clero, che fissava le corrette procedure per molte questioni clericali ed ecclesiastiche, inclusi il guidrigildo per i clerici, l'entrata negli ordini clericali, la deposizione dal clero, i monaci criminali, i chierici in tribunale e altre vicende. Esso sopravvive come un unico manoscritto completo, con alcuni stralci in altri manoscritti. Poiché Egberto era l'arcivescovo anziano d'Inghilterra dopo la morte di Nothelm nel 739, è possibile che il Dialogus fosse destinato non solo alla chiesa northumbriana ma all'intera chiesa d'Inghilterra. Il Dialogus dettaglia un codice di condotta per il clero e il modo in cui il clero doveva comportarsi nella società. La data esatta in cui fu composto non è chiara, ma fu probabilmente dopo il 735, in base alla menzione dello stato arcivescovile di Egberto in un titolo oltre che alle evidenze interne dell'opera. Lo storico Simon Coates riteneva che il Dialogus non esaltasse particolarmente i monaci al di sopra del laicato.
Altre opere furono attribuite a Egberto nel Medioevo, ma non sono considerate come autentiche dagli storici moderni. Queste comprendono una raccolta di canoni della chiesa, come pure un penitenziale e un pontificale. Il penitenziale, noto come il Paenitentiale Ecgberhti, fu ascritto ad Egberto verso l'VIII o IX secolo, ma le sue versioni sopravvissute hanno poco o nessun contenuto che possa essere ricondotto in modo affidabile ad Egberto. Si pensa che il pontificale, noto come il Pontificale Egberti, debba la sua attribuzione all'autorità di Egberto al fatto che il penitenziale attribuito ad Egberto fosse contenuto al suo interno. Da ultimo, si è dimostrato che la raccolta di leggi della chiesa nota precedentemente come le Excerptiones Ecgberhti, ma oggi come la Collectio canonum Wigorniensis, era opera di un arcivescovo posteriore di York, Vulstano, e fu collegata ad Egberto solo dopo il periodo anglosassone. Oltre a queste opere latine, un testo in inglese antico, variamente noto come lo Scriftboc, Confessionale Pseudo-Egberti o Confessionale Egberti, si riteneva un tempo una traduzione dal latino di Egberto, ma si sa ora che data al IX o X secolo.

### Morte
Egberto morì il 19 novembre 766, e fu sepolto nella sua cattedrale a York. Egberto ebbe una reputazione dopo la morte come esperto di diritto canonico e di legislazione ecclesiastica, sia nella sua nativa Inghilterra sia sul continente in Europa. Alcuino asserì che era noto anche come maestro di canto. Lo storico D. P. Kirby lo descrisse come un "grande" arcivescovo. Lo storico Henry Mayr-Harting affermò che Egberto "deve essere considerato come uno dei più grandi architetti della chiesa inglese dell'VIII secolo.

## Successione apostolica
La successione apostolica è:
- Vescovo Friothoberht (734)
- Vescovo Friothowald (735)
- Vescovo Pehtwine (763)

### Annotazioni
1. ↑  Il papa che impose il divieto ai fratelli era papa Paolo I.[1]
2. ↑  A volte il titolo è citato come Succinctus dialogus ecclesiasticae institutionis o con il titolo ancora più lungo di Succinctus dialogus ecclesiasticae institutionis a Domino Egbherto, Archiepiscopo Eburacae civitatis compositus.[3]
3. ↑  Il manoscritto fa parte della Biblioteca Cottoniana, è catalogato come Vitellius A xii, ed è ai fogli da 4v a 8r in quel manoscritto.[3]
4. ↑  Alcune delle opere precedentemente ascritte a Egberto sono ora ascritte a un autore dell'XI secolo, Ucario.[26][27]

### Fonti
1. 1 2 3 4 5 6 7 8 9 10 11 12 13  Mayr-Harting, "Ecgberht", in Oxford Dictionary of National Biography
2. 1 2 3  Fryde, et al., Handbook of British Chronology, p. 224
3. 1 2 3 4 5 6  Ryan, "Archbishop Ecberht", in Leaders of the Anglo-Saxon Church, pp. 44–45
4. ↑  Blair, World of Bede, p. 305
5. ↑  Yorke, Kings and Kingdoms, p. 188, nota 107
6. ↑  Yorke, Kings and Kingdoms, p. 91
7. ↑  Yorke, Kings and Kingdoms, p. 98
8. ↑  Wood, "Thrymas", in Two Decades, p. 28
9. ↑  Mayr-Harting, Coming of Christianity, pp. 252–253
10. ↑  Blair, World of Bede, p. 225
11. ↑  Blair, Introduction to Anglo-Saxon England, p. 328
12. ↑  Blair, Introduction to Anglo-Saxon England, p. 144
13. ↑  Hindley, Brief History of the Anglo-Saxons, p. 85
14. ↑  Stenton, Anglo Saxon England, p. 175
15. ↑  Rumble, "Introduction", in Leaders of the Anglo-Saxon Church, p. 5
16. ↑  Yorke, Conversion of Britain, p. 149
17. ↑  Blair, Introduction to Anglo-Saxon England, p. 131
18. ↑  Mayr-Harting, Coming of Christianity, pp. 241–243
19. ↑  Cubitt, "Finding the Forger", in English Historical Journal, p. 1222
20. ↑  Citato in Hindley, Brief History of the Anglo-Saxons, p. 143
21. ↑  Blair, Introduction to Anglo-Saxon England, p. 165
22. ↑  Rumble, "Introduction", in Leaders of the Anglo-Saxon Church, p. 37
23. ↑  Mayr-Harting, Coming of Christianity, pp. 251–252
24. ↑  Coates, "Role of Bishops", in History, p. 194
25. ↑  Lapidge, "Ecgberht", in Blackwell Encyclopedia of Anglo-Saxon England
26. ↑  Sharpe, Handlist of Latin Writers, p. 182
27. ↑  Sharpe, Handlist of Latin Writers, pp. 105–106
28. ↑  Ryan, "Archbishop Ecgberht", in Leaders of the Anglo-Saxon Church, p. 42
29. ↑  Kirby, Making of Early England, p. 60